# Torneo de Iasi
El Iași Open es un torneo profesional de tenis. Pertenece al ATP Challenger Tour. Se juega desde el año 2020 sobre pistas de tierra batida, en Iasi, Rumania. Desde el año 2022 se celebra por primera vez como un torneo WTA 125s. En el año 2024 fue promovido a un torneo WTA 250.

## Palmarés

### Individual masculino
| Año  | Campeón               | Finalista               | Resultado          |
| ---- | --------------------- | ----------------------- | ------------------ |
| 2020 | Carlos Taberner       | Mathias Bourgue         | 6–4, 7–6(7–4)      |
| 2021 | Zdeněk Kolář          | Hugo Gaston             | 7–5, 4–6, 6–4      |
| 2022 | Felipe Meligeni Alves | Pablo Andújar           | 6–3, 4–6, 6–2      |
| 2023 | Hugo Gaston           | Bernabé Zapata Miralles | 3–6, 6–0, 6–4      |
| 2024 | Hugo Dellien          | Javier Barranco Cosano  | 6–1, 6–1           |
| 2025 | Elmer Møller          | Titouan Droguet         | 3-6, 6-1, 7-6(7-2) |

### Individual femenino
| Año         | Campeona           | Finalista          | Resultado          |
| ----------- | ------------------ | ------------------ | ------------------ |
| 2022        | Ana Bogdan         | Panna Udvardy      | 6–2, 3–6, 6–1      |
| 2023        | Ana Bogdan         | Irina-Camelia Begu | 6–2, 6–3           |
| ↓ WTA 250 ↓ |                    |                    |                    |
| 2024        | Mirra Andreeva     | Elina Avanesyan    | 7-5, 5-7, 4-0, ret |
| 2025        | Irina-Camelia Begu | Jil Teichmann      | 6-0, 7-6           |

### Dobles masculino
| Año  | Campeones                               | Finalistas                            | Resultado        |
| ---- | --------------------------------------- | ------------------------------------- | ---------------- |
| 2020 | Rafael Matos João Menezes               | Treat Huey Nathaniel Lammons          | 6–2, 6–2         |
| 2021 | Orlando Luz Felipe Meligeni Alves       | Hernán Casanova Roberto Ortega Olmedo | 6–3, 6–4         |
| 2022 | Geoffrey Blancaneaux Renzo Olivo        | Diego Hidalgo Cristian Rodríguez      | 6–4, 2–6, [10–6] |
| 2023 | Nicolás Barrientos Aisam-ul-Haq Qureshi | Gabi Adrian Boitan Bogdan Pavel       | 6–3, 6–3         |
| 2024 | Cezar Crețu Bogdan Pavel                | Karol Drzewiecki Piotr Matuszewski    | 2–6, 6–2, [10–4] |
| 2025 | Szymon Kielan Filip Pieczonka           | Cleeve Harper Ryan Seggerman          | 7-5, 6-3         |

### Dobles femenino
| Año         | Campeonas                         | Finalistas                     | Resultado        |
| ----------- | --------------------------------- | ------------------------------ | ---------------- |
| 2022        | Darya Astakhova Andreea Roșca     | Réka Luca Jani Panna Udvardy   | 7–5, 5–7, [10–7] |
| 2023        | Veronika Erjavec Dalila Jakupović | Irina Bara Monica Niculescu    | 6–4, 6–4         |
| ↓ WTA 250 ↓ |                                   |                                |                  |
| 2024        | Anna Danilina Irina Khromacheva   | Alexandra Panova Yana Sizikova | 6–4, 6–2         |
| 2025        | Veronika Erjavec Panna Udvardy    | Lourdes Carlé Simona Waltert   | 7-5, 6-3         |